# Liste der Autobahnen und Schnellstraßen in Österreich

Das österreichische Autobahn- und Schnellstraßennetz

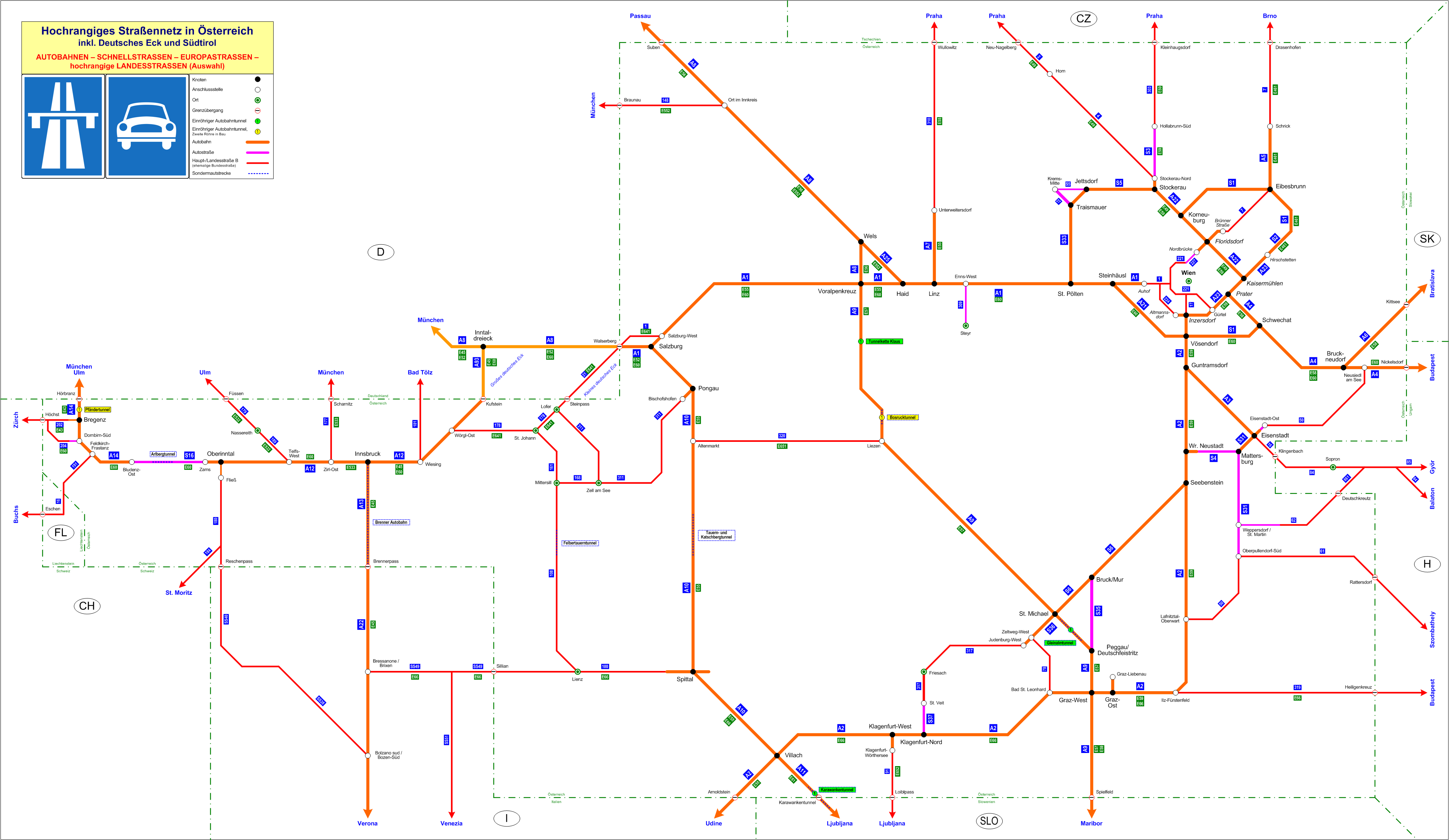
Hochrangiges Straßennetz in Österreich

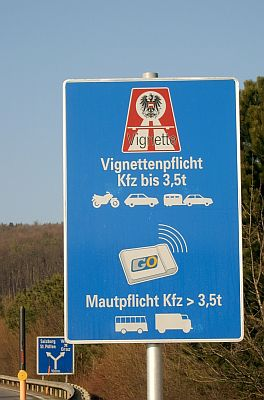
Hinweis auf Mautpflicht vor Auffahrten

Diese Liste der Autobahnen und Schnellstraßen in Österreich gibt einen Überblick über das hochrangige Straßennetz in Österreich.

## Geschichte
Die Geschichte des Autobahnnetzes in Österreich begann 1926 mit Planungen einer Autostraße von Wien zum Semmering.

## Betriebslänge
Mit Stand 1. Jänner 2010 gab es in Österreich 1719 km Autobahnen sowie 466 km Schnellstraßen, von denen etwa 288 km Autobahnquerschnitt aufwiesen. Zusätzlich befanden sich circa 56 km Autobahnen und 226 km Schnellstraßen in Bau bzw. in Planung.

### Tunnel
Von den 182 Tunnelanlagen mit insgesamt 340,895 km Tunnelröhren verfügen 174 km über zwei Röhren. Als wirksames Mittel der Erhöhung der Verkehrssicherheit werden derzeit mehrere zweite Tunnelröhren realisiert. Bis 2010 wurden circa 842 Mio. Euro in die Verbesserung der Sicherheitseinrichtungen und in den Ausbau der Tunnels investiert. Mit Stand 1. Jänner 2010 waren weitere 117,572 km Tunnelröhren in Bau oder in Planung.

## Nummerierung
Laut Bundesstraßengesetz sind die Anforderungen an eine Bundesstraße A (Autobahn) und eine Bundesstraße S (Schnellstraße) gleich. Autobahnen und Schnellstraßen haben neben der Nummerierung Namensbezeichnungen mit regionalem Bezug (z. B. Inntal-Autobahn und Semmering-Schnellstraße), die bei Verkehrsdurchsagen zusätzlich zu den jeweiligen Straßennummern angesagt werden. Auf den Verkehrsschildern finden sich diese Namen nicht wieder, sie sind jedoch allgemein bekannt.
Intern werden auf den Websites der Asfinag – anders als im Bundesstraßengesetz – die Bundesstraßen auch mit der Buchstaben-Zahlenkombination ohne Leerzeichen (zum Beispiel A1 für die West Autobahn) oder mit durchgehend zweistelligen Zahlen (zum Beispiel A09 für die Pyhrn Autobahn) bezeichnet.

## Ausschilderung der Ausfahrten
Die Bezeichnung der Autobahnausfahrten erfolgt gemäß der Kilometrierung, Exit 72 ist somit nicht die 72. Ausfahrt, sondern befindet sich (etwa) bei km 72 der betreffenden Straße. Kreuzungspunkte zwischen mehreren Autobahnen bzw. Schnellstraßen werden Knoten genannt, wobei in Österreich nicht wie in Deutschland zwischen Autobahnkreuz, Autobahndreieck oder Autobahngabelung unterschieden wird. Die Einführung der Bezeichnungsweise „EXIT xx“ erfolgte etwa in den 1980er-Jahren und damit später als in (West-)Deutschland und viel später als in den USA.
Um 1970 standen Tafeln zur Wegweisung generell nur rechts der Richtungsfahrbahn. Übersichten listeten zur Orientierung die Namen von 3 oder 4 bedeutenden Ausfahrten oder Zielstädten und jeweils die verbleibende Strecke Autobahn im Format „xxx km“ Das Mitführen von papierenen Straßenkarten war damals üblich. Wer von Salzburg nach Wels (Messestadt, damals 40.000 Einwohner) fuhr, musste wissen, dass die Ausfahrt „Sattledt“ (heute exit 195) (2.000 Einw.) günstiger war, anstatt ca. 30 km Umweg via Ausfahrt Traun (in Haid, heute exit 174) in Kauf nehmen zu müssen. Dass rund 12 km nach Sattledt eine für „zurück nach Wels“ nützliche Abfahrtsmöglichkeit vom Parkplatz in Allhaming (heute ausgebaut als Exit 183 / Allhaming, Parkplätze nach NO verschoben) bestand, war nur Einheimischen bekannt; die Schranke der Betriebszufahrt blieb dort einfach offen.
In der Regel „400 m“ oder „250 m“ vor dem Beginn der Ausfahrt stand der Vorwegweiser mit der Bezeichnung der Ausfahrt und der Abstandsangabe. Am Ausfahrtsbeginn stand die größte Tafel, ein stumpfes Rechteck jedoch mit schräger rechten Seite, sodass rechts oben ein etwa 60° spitzes Eck entstand. Ein etwa im Winkel von 45° verlaufender Pfeil auf der Tafel zeigte in dieses Eck. Beschriftet war sie beispielsweise mit „AUSFAHRT Sattledt“. Später wurde am Teilungsspitz noch eine Tafel „Ausfahrt ->“ montiert.
In den 1980ern wurde eine kleine Zusatztafel „EXIT xxx“ oben auf verschiedene Ausfahrtswegweisertafeln gesetzt.

## Maut
In Österreich besteht seit 1997 auf allen Autobahnen und Schnellstraßen Mautpflicht. Ausgenommen davon ist der derzeit noch nicht vierspurig ausgebaute Abschnitt der Stockerauer Schnellstraße S 5 zwischen Knoten Jettsdorf und Krems an der Donau. Die Maut- bzw. Vignettenpflicht wird durch ein entsprechendes Hinweisschild direkt bei den Auffahrten zur Autobahn bzw. Schnellstraße angekündigt. Kommt man über die Grenze nach Österreich, wird auf die Mautpflicht und auf Verkaufsstellen für Vignetten i. A. viele Kilometer vor der Grenze hingewiesen.

### Bemautung bis 3,5 t
Für Motorräder und Kraftfahrzeuge unter 3,5 Tonnen zGG gibt es jeweils eine Autobahnvignette, welche als 10-Tages-, 2-Monats- oder Jahresvignette erhältlich ist, sowie seit 2024 auch als 1-Tages-Vignette. Darüber hinaus gibt es sechs Sondermautstrecken, welche von der Vignettenpflicht ausgenommen sind. Hier ist die Gebühr direkt bei den Mautstationen oder im Voraus (Videomaut) zu entrichten.
Am 13. November 2019 beschloss der Nationalrat, bestimmte Autobahnabschnitte von der zeitabhängigen Maut auszunehmen. Diese Regelung trat mit 15. Dezember 2019 in Kraft und soll nach einem Jahr evaluiert werden. Folgende Strecken sind betroffen:
- A 1 West Autobahn:  Staatsgrenze am Walserberg – Anschlussstelle Salzburg Nord
- A 12 Inntal Autobahn: Staatsgrenze bei Kufstein – Anschlussstelle Kufstein-Süd
- A 14 Rheintal/Walgau Autobahn: Staatsgrenze bei Hörbranz – Anschlussstelle Hohenems
- A 26 Linzer Autobahn (derzeit in Bau)
gültig bis Gesamtfertigstellung (Anschluss an die A 7 am Knoten Linz/Hummelhof)[5]

Ab ihrer Fertigstellung bis zur Verkehrsfreigabe der neuen Linzer Eisenbahnbrücke (am 30. August 2021) waren auch die Bypassbrücken der VÖEST-Brücke zwischen den Anschlussstellen Hafenstraße und Urfahr von der Maut befreit.

### Bemautung über 3,5 t
2004 wurde in Österreich die Lkw-Maut eingeführt, zuvor gab es eine eigene Lkw-Vignette. Kraftfahrzeuge über 3,5 Tonnen werden seither entfernungsabhängig mittels GO-Box bemautet. Die Mauteinhebung erfolgt mittels Mikrowellentechnologie, vollelektronisch und ohne Beeinträchtigung des Verkehrsflusses. Um Mautflüchtlingen vorzubeugen, gibt es auf den meisten niederrangigen Straßen parallel zu Autobahnen Durchfahrtsverbote für Lastkraftfahrzeuge. Vignetten und GO-Boxen sind unter anderem an Tankstellen erhältlich.

## Derzeitiges Straßennetz

### Teilnetze
Das derzeitige Netz der Autobahnen und Schnellstraßen besteht aus zwei Teilnetzen, die nicht durch eine innerösterreichische Autobahn oder Schnellstraße miteinander verbunden sind. Das westliche Teilnetz umfasst die Inntal Autobahn A 12, die Brenner Autobahn A 13, die Rheintal/Walgau Autobahn A 14 und die Arlberg Schnellstraße S 16.
Das östliche Teilnetz umfasst die übrigen Autobahnen und Schnellstraßen. Die einzige Autobahnverbindung zwischen beiden Teilnetzen stellt das Große Deutsche Eck dar und führt über deutsches Staatsgebiet (von Westen kommend Inntal Autobahn A 12, Grenzübergang Kufstein/Kiefersfelden, deutsche Bundesautobahn 93, Dreieck Inntal, deutsche Bundesautobahn 8, Grenzübergang „Großer Walserberg“, weiter auf West Autobahn A 1).

### Autobahnen
Als Bundesstraße A ausgewiesene Straßen sind mit Ausnahme der Umfahrung Drasenhofen straßenverkehrsrechtlich als Autobahn ausgeschildert. Die Querschnitte sind durchgehend mit vier- oder mehr niveaufreien Spuren und baulich getrennten Richtungsfahrbahnen ausgestattet und entsprechen den Richtlinien und Vorschriften für das Straßenwesen. Der Karawankentunnel (A 11) sowie einige Zubringerstrecken wie der Landecker Tunnel (A 12) und der Citytunnel Bregenz (A 14) sind zweispurig ohne Trennung ausgeführt, ebenso die zur A 5 gehörige, jedoch als Autostraße klassifizierte Umfahrung Drasenhofen.
| Nr.         | Bezeichnung                  | Europastraßen    | Verlauf | Betriebs- länge | Baulänge | Planlänge  | Status |
| ----------- | ---------------------------- | ---------------- | --- | --------------- | -------- | ---------- | --- |
| A1          | West Autobahn                | E52 · E55 · E60  | Wien Auhof – St. Pölten – Amstetten – Linz – Knoten Voralpenkreuz – Salzburg – Staatsgrenze - Walserberg         | 292,4 km        | 0,0 km   | 0,0 km     | in Betrieb |
| A2          | Süd Autobahn                 | E55 · E59 · E66  | Wien Inzersdorf – Wiener Neustadt – Graz – Klagenfurt – Villach – Staatsgrenze - → Udine Arnoldstein             | 379,3 km        | 0,0 km   | 0,0 km     | in Betrieb |
| A3          | Südost Autobahn              |                  | Knoten Guntramsdorf – Knoten Eisenstadt – Staatsgrenze - → Klingenbach                                           | 29,5 km         | 0,0 km   | ca. 8,5 km | in Betrieb; Knoten Eisenstadt – Staatsgrenze Klingenbach in Planung                                                                                              |
| A4          | Ost Autobahn                 | E58 · E60        | Wien Knoten Prater – Schwechat – Bruck an der Leitha – Staatsgrenze - → Nickelsdorf                              | 66,6 km         | 0,0 km   | 0,0 km     | in Betrieb |
| A5          | Nord/Weinviertel Autobahn    | E461             | Knoten Eibesbrunn – Wolkersdorf – Mistelbach – Poysdorf – Staatsgrenze - → Drasenhofen                           | 53,1 km         | 0,0 km   | 4,4 km     | in Betrieb; Umfahrung Drasenhofen als zweispurige Autostraße; Abschnitt Poysdorf-Nord – Staatsgrenze Drasenhofen mit Ausbau der Umfahrung Drasenhofen in Planung |
| A6          | Nordost Autobahn             | E58              | Knoten Bruckneudorf – Staatsgrenze - → Kittsee                                                                   | 22,1 km         | 0,0 km   | 0,0 km     | in Betrieb |
| A7          | Mühlkreis Autobahn           | E55              | Knoten Linz – Unterweitersdorf                                                                                   | 26,8 km         | 0,0 km   | 0,0 km     | in Betrieb |
| A8          | Innkreis Autobahn            | E56 · E552       | Knoten Voralpenkreuz – Wels – Staatsgrenze - Suben →                                                             | 76,2 km         | 0,0 km   | 0,0 km     | in Betrieb |
| A9          | Pyhrn Autobahn               | E57 · E59        | Knoten Voralpenkreuz – Liezen – St. Michael – Knoten Peggau/Deutschfeistritz – Graz – Staatsgrenze - → Spielfeld | 230,1 km        | 0,0 km   | 0,0 km     | in Betrieb |
| A10         | Tauern Autobahn              | E55 · E66        | Knoten Salzburg – Pongau/Bischofshofen – Spittal an der Drau – Knoten Villach                                    | 193,7 km        | 0,0 km   | 0,0 km     | in Betrieb |
| A11         | Karawanken Autobahn          | E61              | Knoten Villach – Staatsgrenze - → Karawankentunnel                                                               | 21,2 km         | 0,0 km   | 0,0 km     | in Betrieb; Karawankentunnel bis 2026 einröhrig |
| A12         | Inntal Autobahn              | E45 · E60 · E533 | Rosenheim ← - Staatsgrenze Kufstein – Wörgl – Hall in Tirol – Innsbruck – Zams                                   | 153,0 km        | 0,0 km   | 0,0 km     | in Betrieb |
| A13         | Brenner Autobahn             | E45              | Knoten Innsbruck – Europabrücke – Staatsgrenze - → Brennerpass                                                   | 34,4 km         | 0,0 km   | 0,0 km     | in Betrieb |
| A14         | Rheintal/Walgau Autobahn     | E43 · E60        | Staatsgrenze - → Hörbranz – Bregenz – Dornbirn – Feldkirch – Bludenz                                             | 63,4 km         | 0,0 km   | 0,0 km     | in Betrieb |
| A21         | Wiener Außenring Autobahn    | E60              | Knoten Steinhäusl – Alland – Knoten Vösendorf                                                                    | 38,2 km         | 0,0 km   | 0,0 km     | in Betrieb |
| A22         | Donauufer Autobahn           | E49 · E59        | Knoten Wien Kaisermühlen – Korneuburg – Knoten Stockerau                                                         | 33,2 km         | 0,0 km   | 0,0 km     | in Betrieb |
| A23         | Autobahn Südosttangente Wien | E59              | Wien Altmannsdorf – Knoten Prater – Wien Hirschstetten                                                           | 17,0 km         | 0,0 km   | 0,0 km     | in Betrieb |
| A25         | Welser Autobahn              | E552             | Knoten Haid – Marchtrenk – Knoten Wels                                                                           | 19,7 km         | 0,0 km   | 0,0 km     | in Betrieb |
| A26         | Linzer Autobahn              |                  | Knoten Linz Hummelhof – Linz Urfahr                                                                              | 0,6 km          | 0,6 km   | 3,5 km     | teils in Bau, teils in Planung |
| Gesamtlänge | Gesamtlänge                  | Gesamtlänge      | Gesamtlänge | 1.717,3 km      | 0,6 km   | 16,4 km    | Gesamt: 1.734,3 km |

### Schnellstraßen
Da die österreichische Straßenverkehrsordnung keine Schnellstraße kennt, sind die Schnellstraßen je nach Ausbauzustand entweder als Autobahn oder Autostraße ausgeschildert.
Die Schnellstraßen S 1, S 2, S 6, S 10, S 33 und S 36 stehen straßenverkehrsrechtlich durchgehend im Rang einer Autobahn, die Schnellstraßen S 3, S 4, S 5, und S 31 sind das nur teilweise. Einen Spezialfall bildet die S 35, welche trotz Autobahnquerschnitt und erlaubten Höchstgeschwindigkeiten von bis zu 130 km/h wegen der engen Kurvenradien nur als Autostraße beschildert ist.
| Nr.         | Bezeichnung                    | Europastraßen | Verlauf                                                                                       | Betriebs- länge | Baulänge | Planlänge   | Ausbauzustand                                                                       | Status                                                                                               |
| ----------- | ------------------------------ | ------------- | --------------------------------------------------------------------------------------------- | --------------- | -------- | ----------- | ----------------------------------------------------------------------------------- | --- |
| S1          | Wiener Außenring Schnellstraße | E60 · E461    | Knoten Vösendorf – Schwechat – Raasdorf – Wien Süßenbrunn – Knoten Eibesbrunn – Korneuburg    | 38,6 km         | 0,0 km   | 24,4 km     | Autobahnquerschnitt                                                                 | in Betrieb; Knoten Schwechat – Knoten Süßenbrunn in Planung                                          |
| S2          | Wiener Nordrand Schnellstraße  | E461          | Wien Hirschstetten – Wien Süßenbrunn                                                          | 7,4 km          | 0,0 km   | 0,0 km      | Autobahnquerschnitt                                                                 | in Betrieb                                                                                           |
| S3          | Weinviertler Schnellstraße     | E49 · E59     | Knoten Stockerau – Hollabrunn – Guntersdorf – Kleinhaugsdorf                                  | 35,1 km         | 0,0 km   | ca. 11,9 km | Autobahnquerschnitt (bis km 2) / 2+1-System & niveaufrei (ab km 2)                  | in Betrieb; Guntersdorf – Kleinhaugsdorf in Planung                                                  |
| S4          | Mattersburger Schnellstraße    |               | Mattersburg – Knoten Wiener Neustadt                                                          | 18,8 km         | 0,0 km   | 0,0 km      | Autobahnquerschnitt (km 1 bis 3,5) / vierspurig & niveaufrei (bis km 1 & ab km 3,5) | in Betrieb                                                                                           |
| S5          | Stockerauer Schnellstraße      |               | Knoten Stockerau – Knoten Jettsdorf – Krems                                                   | 44,7 km         | 0,0 km   | 0,0 km      | Autobahnquerschnitt (bis km 35,5) / zweispurig & niveaufrei (ab km 35,5)            | in Betrieb; Vollausbau Jettsdorf – Krems in Planung                                                  |
| S6          | Semmering Schnellstraße        |               | Knoten Seebenstein – Semmering – Bruck an der Mur – Leoben – Knoten St. Michael               | 104,9 km        | 0,0 km   | 0,0 km      | Autobahnquerschnitt                                                                 | in Betrieb                                                                                           |
| S7          | Fürstenfelder Schnellstraße    | E66           | Knoten Riegersdorf – Fürstenfeld – Königsdorf - Eltendorf - Staatsgrenze - → Heiligenkreuz    | 14,8 km         | 13,8 km  | 0,0 km      | Autobahnquerschnitt (bis km 14,9) / zweispurig & niveaufrei (ab km 14,9)            | in Betrieb; Abschnitt Ost in Bau                                                                     |
| S8          | Marchfeld Schnellstraße        |               | Knoten Aderklaa – Gänserndorf – Staatsgrenze - → Marchegg                                     | 0,0 km          | 0,0 km   | ca. 34,0 km |                                                                                     | in Planung                                                                                           |
| S10         | Mühlviertler Schnellstraße     | E55           | Unterweitersdorf – Freistadt - Rainbach im Mühlkreis - Staatsgrenze - → Wullowitz             | 21,7 km         | 0,0 km   | ca. 16,3 km | Autobahnquerschnitt                                                                 | in Betrieb; Freistadt-Nord – Rainbach-Nord in Bau; Rainbach-Nord – Staatsgrenze Wullowitz in Planung |
| S16         | Arlberg Schnellstraße          | E60           | Zams – Arlbergtunnel – Bludenz                                                                | 62,2 km         | 0,0 km   | 0,0 km      | zweispurig bzw. 2+1-System & niveaufrei / teilw. Autobahnquerschnitt                | in Betrieb                                                                                           |
| S18         | Bodensee Schnellstraße         | E43 · E60     | Dornbirn – Lustenau – Staatsgrenze - → → Höchst                                               | 0,0 km          | 0,0 km   | 8,6 km      |                                                                                     | in Planung                                                                                           |
| S31         | Burgenland Schnellstraße       |               | Eisenstadt – Mattersburg – Oberpullendorf                                                     | 50,8 km         | 0,0 km   | 0,0 km      | Autobahnquerschnitt (km 36 bis 50) / vierspurig & niveaufrei (bis km 36 & ab km 50) | in Betrieb                                                                                           |
| S33         | Kremser Schnellstraße          |               | Knoten St. Pölten – Herzogenburg – Traismauer – Knoten Jettsdorf                              | 27,2 km         | 0,0 km   | 0,0 km      | Autobahnquerschnitt                                                                 | in Betrieb                                                                                           |
| S34         | Traisental Schnellstraße       |               | St. Pölten – Knoten Schwadorf – Wilhelmsburg                                                  | 0,0 km          | 0,0 km   | 9,0 km      |                                                                                     | in Planung                                                                                           |
| S35         | Brucker Schnellstraße          |               | Knoten Bruck an der Mur – Frohnleiten – Knoten Peggau/Deutschfeistritz                        | 36,2 km         | 0,0 km   | 0,0 km      | Autobahnquerschnitt                                                                 | in Betrieb                                                                                           |
| S36         | Murtal Schnellstraße           |               | Knoten St. Michael – Knittelfeld – Judenburg St. Georgen ob Judenburg – Unzmarkt – Scheifling | 45,0 km         | 0,0 km   | ca. 13,0 km | Autobahnquerschnitt                                                                 | in Betrieb; Judenburg-West – St. Georgen ob Judenburg in Planung; Unzmarkt – Scheifling in Planung   |
| S37         | Klagenfurter Schnellstraße     |               | Scheifling – Friesach – St. Veit an der Glan – Klagenfurt                                     | 18,1 km         | 0,0 km   | 48,3 km     | niveaufrei / vierspurig                                                             | in Betrieb; Scheifling – St. Veit-Nord in Planung                                                    |
| Gesamtlänge | Gesamtlänge                    | Gesamtlänge   | Gesamtlänge                                                                                   | 510,7 km        | 28,4 km  | 165,5 km    | Gesamt: 704,6 km                                                                    | Gesamt: 704,6 km                                                                                     |

Neben den Schnellstraßen gibt es auch einige Autostraßen mit Autobahnquerschnitt, die sich in Landesverwaltung befinden und daher nicht Teil des Autobahnen- und Schnellstraßennetzes sind.

## Frühere Projekte

### Autobahnprojekte
| Nr.   | Bezeichnung                                 | Verlauf                                                            | Status                                                                 |
| ----- | ------------------------------------------- | ------------------------------------------------------------------ | ---------------------------------------------------------------------- |
| A1    | West Autobahn (Verlängerung)                | Wien Auhof – Wien Gaudenzdorf                                      | Planungen verworfen; heute B 1                                         |
| A2    | Süd Autobahn (Verlängerung)                 | Knoten Wien Inzersdorf – Wien Matzleinsdorf                        | Planungen verworfen; heute B 17                                        |
| A3    | Südost Autobahn (Verlängerung)              | Knoten Wien Arsenal – Ebreichsdorf                                 | Planungen verworfen; A 3 bei Guntramsdorf an die A 2 angebunden        |
| A7    | Mühlkreis Autobahn (Verlängerung)           | Unterweitersdorf – Staatsgrenze bei Wullowitz                      | derzeit als S 10 in Betrieb bzw. Planung                               |
| A15   | Bodensee Autobahn                           | Verbindung St. Margrethen (Schweiz) – A 14                         | später als S 18 in Planung                                             |
| A20   | Wiener Gürtel Autobahn                      | Knoten Donaupark – Gaudenzdorf – Matzleinsdorf – Knoten Landstraße | Planungen verworfen; heute B 221                                       |
| A21   | Wiener Außenring Autobahn (Verlängerung)    | Knoten Vösendorf – Schwechat – Eibesbrunn – Knoten Korneuburg      | derzeit als S 1 in Betrieb bzw. Planung                                |
| A23   | Autobahn Südosttangente Wien (Verlängerung) | Knoten Hirschstetten – Knoten Raasdorf                             | Planungen verworfen, stattdessen Bau einer Erschließungstrecke zur S 1 |
| A24   | Autobahn Nordosttangente Wien               | Knoten Kaisermühlen – Süßenbrunn                                   | heute Teil A 23 und S 2                                                |
| A24   | Autobahn Verbindungsspange Rothneusiedl     | Knoten Wien Hanssonkurve – Knoten Wien Rothneusiedl                | Planungen verworfen                                                    |
| A26   | Linzer Autobahn (Verlängerung)              | Linz Urfahr – Knoten Linz-Urfahr                                   | Planungen verworfen                                                    |
| keine | Neusiedler See Autobahn                     | Knoten Eisenstadt – Knoten Neusiedl am See                         | teilweise als S 31 in Betrieb; Verlängerung in Planung                 |
| A26   | Voralpen Autobahn                           | Knoten Voralpenkreuz − Steyr – Knoten Amstetten                    | Planungen verworfen                                                    |
| keine | Strecke 88                                  | Wien − Breslau                                                     | heute mit anderer Streckenführung als A 5 in Betrieb bzw. in Planung   |

### Schnellstraßenprojekte
| Nr. | Bezeichnung                                | Verlauf                                                                        | Status |
| --- | ------------------------------------------ | ------------------------------------------------------------------------------ | --- |
| S1  | Marchfeld Schnellstraße                    | Knoten Wien Kaisermühlen – Groß-Enzersdorf – Staatsgrenze bei Engelhartstetten | derzeit als S 8 mit anderer Streckenführung in Planung                                                                                                |
| S2  | Donaukanal Schnellstraße                   | Knoten Prater – Gürtelbrücke − Nordbrücke − Stammersdorf                       | Planungen verworfen; heute B-227- bzw. A-22-Zubringer                                                                                                 |
| S3  | Waldviertler Schnellstraße                 | Knoten Korneuburg – Stockerau – Horn – Staatsgrenze bei Neu-Nagelberg          | Planungen verworfen; Korneuburg – Stockerau als A 22, Stockerau – Hollabrunn als S 3, aber mit der Bezeichnung Weinviertler Schnellstraße, in Betrieb |
| S4  | Mattersburger Schnellstraße (Verlängerung) | Knoten Mattersburg − Eisenstadt − Neusiedl am See – Staatsgrenze bei Kittsee   | heute teilweise als S 31 bzw. A 6 in Betrieb |
| S5  | Badener Schnellstraße                      | Alland – Baden – Ebreichsdorf                                                  | Planung verworfen; heute B 210 |
| S8  | Ennstal Schnellstraße                      | Knoten Ennstal – Schladming – Knoten Selzthal                                  | Planungen verworfen; heute B 320 |
| S9  | Innviertler Schnellstraße                  | Knoten Ried – Staatsgrenze bei Braunau                                         | Planungen verworfen; heute B 141 und B 148 |
| S10 | Braunauer Schnellstraße                    | Braunau – Salzburg                                                             | Planungen verworfen; heute B 147 |
| S11 | Pinzgauer Schnellstraße                    | Knoten Pongau – Lofer                                                          | Planungen verworfen; heute B 311 |
| S12 | Loferer Schnellstraße                      | Knoten Wörgl – Staatsgrenze bei Unken                                          | Planungen verworfen; heute B 178 |
| S13 | Seefelder Schnellstraße                    | Zirl – Staatsgrenze bei Scharnitz                                              | Planungen verworfen; heute B 177 |
| S14 | Fernpass Schnellstraße                     | Imst – Staatsgrenze bei Pinswang                                               | Planungen verworfen; heute B 179 |
| S15 | Reschen Schnellstraße                      | Knoten Oberinntal – Staatsgrenze am Reschenpass                                | Planungen verworfen; heute B 180 |
| S17 | Liechtensteiner Schnellstraße              | Knoten Feldkirch – Staatsgrenze zu Liechtenstein                               | Planungen verworfen; heute L 191 |
| S20 | Weinviertler Schnellstraße                 | Wien Stammersdorf – Wolkersdorf – Mistelbach – Staatsgrenze bei Laa/Thaya      | heute mit anderer Streckenführung als A 5 in Betrieb bzw. in Planung                                                                                  |
| S21 | Mühlviertler Schnellstraße                 | Unterweitersdorf – Staatsgrenze bei Wullowitz                                  | derzeit als S 10 in Betrieb bzw. in Planung |
| S22 | Strebersdorfer Schnellstraße               | Wien Strebersdorf – Wien Großjedlersdorf                                       | Planungen verworfen |
| S23 | Wiener Gürtel Schnellstraße                | Knoten Landstraße – Gürtelbrücke                                               | Planungen verworfen; heute B 221 |
| S30 | Donaustadt Schnellstraße                   | Knoten Kaisermühlen – Kagran                                                   | Planungen verworfen; heute B 3b |
| S31 | Burgenland Schnellstraße                   | Oberpullendorf – Staatsgrenze bei Rattersdorf                                  | Planungen verworfen; stattdessen wird eine Landesstraße errichtet                                                                                     |
| S32 | Klingenbacher Schnellstraße                | Knoten Eisenstadt – Staatsgrenze bei Klingenbach                               | heute als Verlängerung der A 3 in Planung |
| S37 | Steyrer Schnellstraße                      | Enns – Steyr                                                                   | Planungen verworfen; heute B 309 |
| S38 | Welser Schnellstraße                       | Linz Leonding – Wels                                                           | Planungen verworfen |
| S39 | Grazer Schnellstraße                       | Knoten Graz-Ost – Graz-Liebenau                                                | heute A-2-Zubringer |
| S40 | Lurnfelder Schnellstraße                   | Lendorf – Knoten Spittal – Seeboden                                            | heute A-10-Zubringer |
| S41 | Salzburger Schnellstraße                   | Salzburg-Zentrum – Salzburg–Süd                                                | Planungen verworfen; heute B 150 |
| S42 | Pass Thurn Schnellstraße                   | Going – Kitzbühel                                                              | Planungen verworfen |
| S43 | Wienerwald Schnellstraße                   | Knoten Korneuburg – Wiental                                                    | Planungen verworfen |

## Mehrstreifige Abschnitte
Dieser Absatz enthält Autobahnabschnitte, welche mehr als vier Fahrstreifen aufweisen. Nicht aufgelistet werden einseitige Langsamfahrstreifen bei Steigungsstrecken.

### Achtstreifige Abschnitte

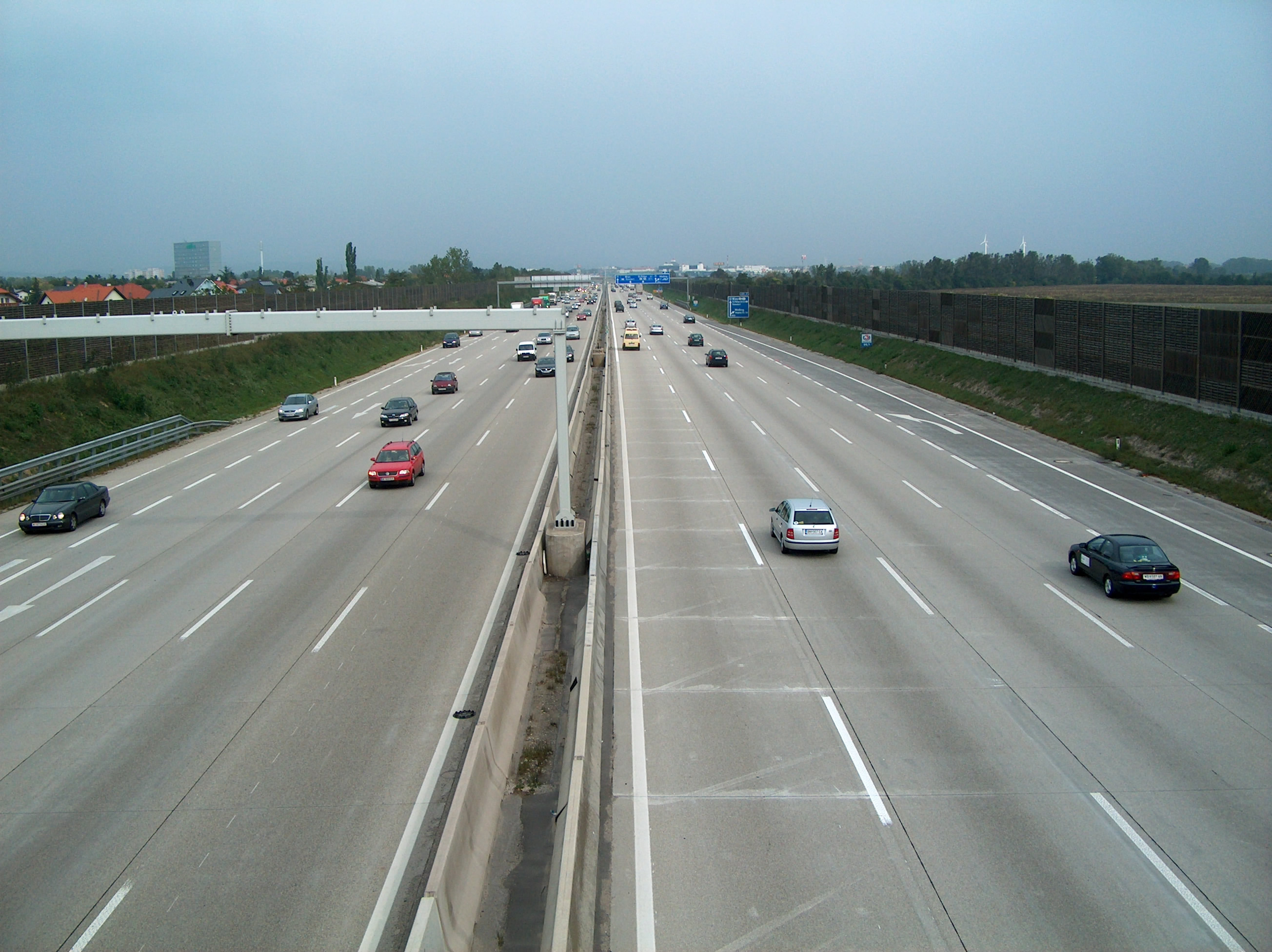
Achtspurige A 2 bei Mödling

| Nr. | Bezeichnung                  | Abschnitt                                    |
| --- | ---------------------------- | -------------------------------------------- |
| A2  | Süd Autobahn                 | Knoten Wien Inzersdorf – Kottingbrunn        |
| A23 | Autobahn Südosttangente Wien | Gürtel/Landstraße – Knoten Wien-Kaisermühlen |

### Sechsstreifige Abschnitte

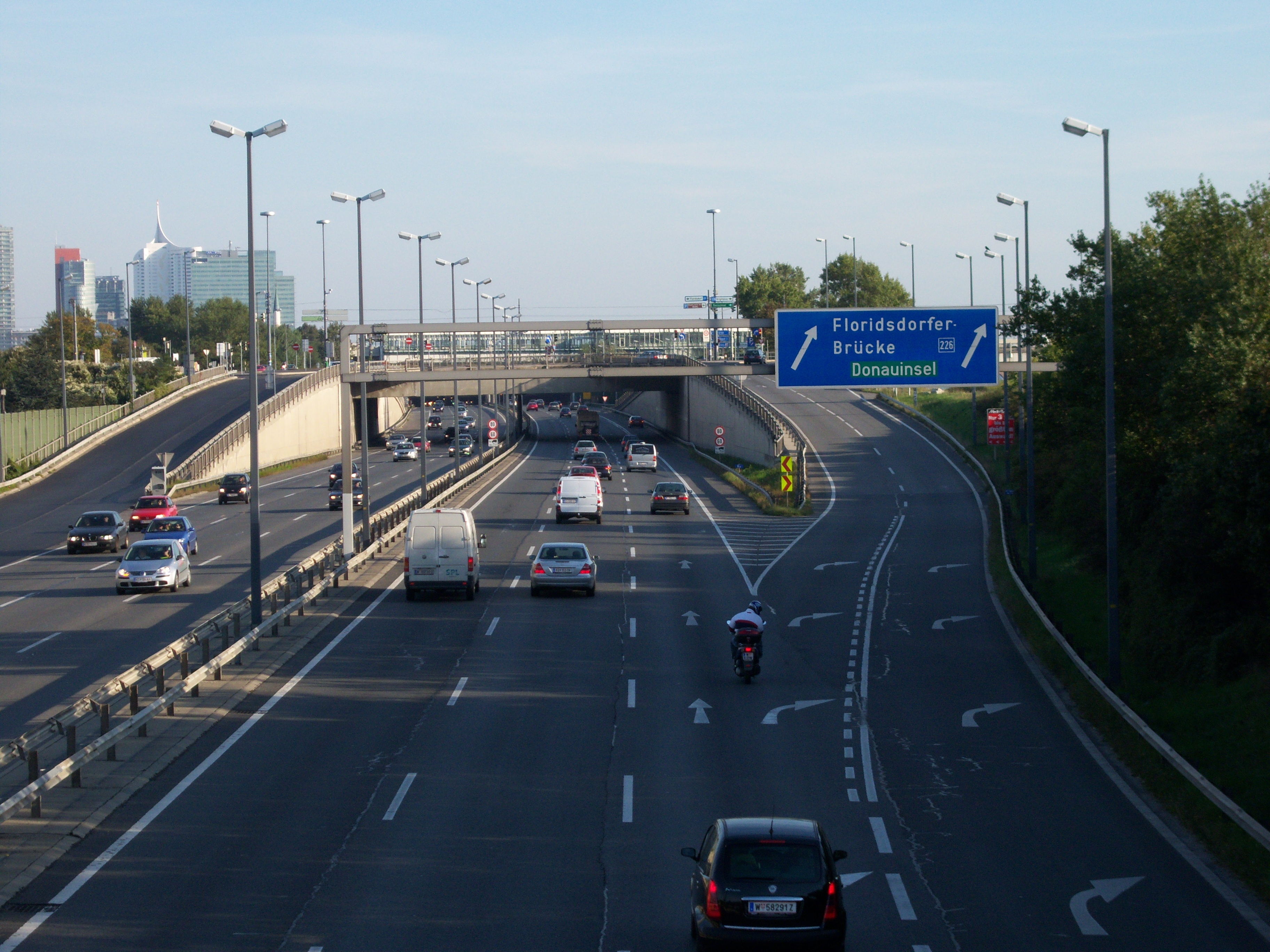
Sechsspurige A 22 in Wien

| Nr. | Bezeichnung                  | Abschnitt                                      |
| --- | ---------------------------- | ---------------------------------------------- |
| A1  | West Autobahn                | Knoten Steinhäusl – Knoten Voralpenkreuz       |
| A1  | West Autobahn                | Salzburg-Nord – Knoten Salzburg                |
| A2  | Süd Autobahn                 | Kottingbrunn – Knoten Seebenstein              |
| A2  | Süd Autobahn                 | Gleisdorf-West – Mooskirchen                   |
| A4  | Ost Autobahn                 | Knoten Schwechat – Bruck/Leitha West           |
| A5  | Nord/Weinviertel Autobahn    | Knoten Eibesbrunn – Wolkersdorf-Süd            |
| A7  | Mühlkreis Autobahn           | Linz Salzburger Straße – Knoten Linz-Hummelhof |
| A9  | Pyhrn Autobahn               | Knoten Deutschfeistritz – Graz-Nord            |
| A9  | Pyhrn Autobahn               | Graz-Webling – Knoten Graz-West                |
| A13 | Brenner Autobahn             | Innsbruck-Süd – Schönberg                      |
| A13 | Brenner Autobahn             | Matrei/Steinach – Gries am Brenner             |
| A14 | Rheintal/Walgau Autobahn     | Bregenz – Wolfurt/Lauterach                    |
| A21 | Wiener Außenring Autobahn    | Brunn am Gebirge – Knoten Vösendorf            |
| A22 | Donauufer Autobahn           | Knoten Wien-Kaisermühlen – Stockerau-Ost       |
| A23 | Autobahn Südosttangente Wien | Altmannsdorf – Gürtel/Landstraße               |
| A23 | Autobahn Südosttangente Wien | Knoten Wien-Kaisermühlen – Wien-Stadlau        |

## Autobahnknoten

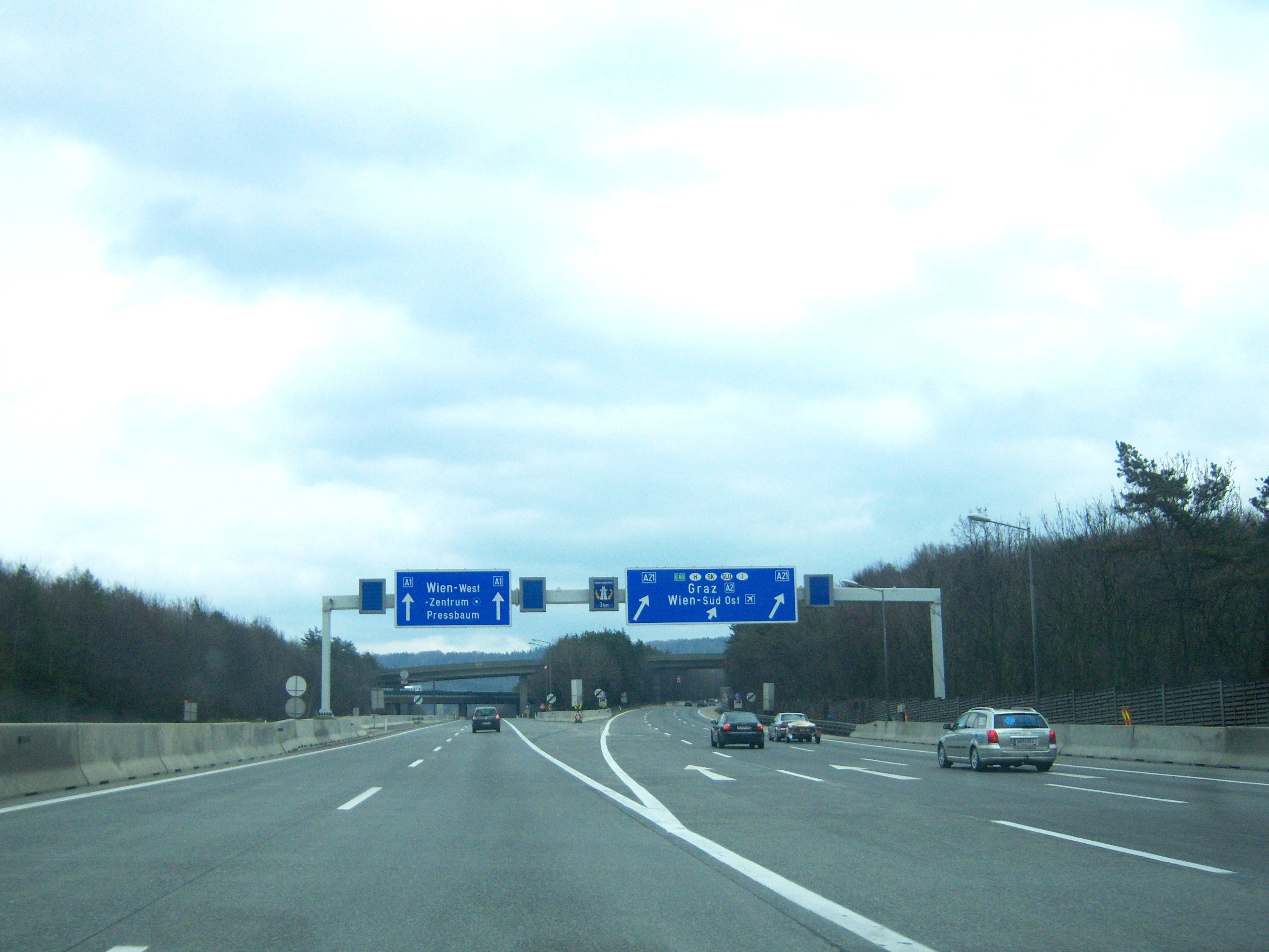
Knoten Steinhäusl (A 1/A 21)

Aufgelistet sind auch Kreuzungen von Autobahnen bzw. Schnellstraßen mit Autobahnzubringern bzw. ehemaligen Schnellstraßen.
| Name                    | Straße 1   | Straße 2 / 3   | Art                                      |
| ----------------------- | ---------- | -------------- | ---------------------------------------- |
| Bregenz                 | A 14       | A 14 Zubringer | Autobahndreieck                          |
| Bruck an der Mur        | S 6        | S 35           | Autobahndreieck                          |
| Bruckneudorf            | A 4        | A 6            | Autobahndreieck                          |
| Deutsch-Wagram          | S 1        | S 8            | Autobahndreieck                          |
| Eibesbrunn              | A 5        | S 1            | Autobahndreieck                          |
| Eisenstadt              | A 3        | S 31           | Autobahnkreuz                            |
| Graz-Ost                | A 2        | A 2 Zubringer  | Autobahndreieck                          |
| Graz-West               | A 2        | A 9            | Autobahnkreuz                            |
| Guntramsdorf            | A 2        | A 3            | Autobahngabelung                         |
| Haid                    | A 1        | A 25           | Autobahndreieck                          |
| Innsbruck               | A 12       | A 13           | Autobahndreieck                          |
| Jettsdorf               | S 5        | S 33           | Autobahndreieck                          |
| Klagenfurt-Nord         | A 2        | S 37           | Autobahndreieck                          |
| Klagenfurt-West         | A 2        | A 2 Zubringer  | Autobahndreieck                          |
| Korneuburg              | A 22       | S 1            | Autobahndreieck                          |
| Linz                    | A 1        | A 7            | Autobahndreieck                          |
| Linz-Hummelhof          | A 7        | A 26           | Autobahndreieck                          |
| Mattersburg             | S 4        | S 31           | Autobahnkreuz                            |
| Peggau-Deutschfeistritz | A 9        | S 35           | Autobahngabelung                         |
| Oberinntal              | A 12       | A 12 Zubringer | Autobahndreieck                          |
| Pongau                  | A 10       | A 10 Zubringer | Autobahndreieck                          |
| Raasdorf                | S 1        | S 1 Zubringer  | Autobahndreieck                          |
| Riegersdorf             | A 2        | S 7            | Autobahndreieck                          |
| Salzburg                | A 1        | A 10           | Autobahndreieck                          |
| Schwadorf               | A 1        | S 34           | Autobahndreieck                          |
| Schwechat               | A 4        | S 1            | Autobahndreieck Autobahnkreuz in Planung |
| Seebenstein             | A 2        | S 6            | Autobahnkreuz                            |
| Spittal/Millstätter See | A 10       | A 10 Zubringer | Autobahnkreuz                            |
| St. Michael             | A 9        | S 6 / S 36     | Autobahnkreuz                            |
| St. Pölten              | A 1        | S 33           | Autobahndreieck                          |
| Steinhäusl              | A 1        | A 21           | Autobahndreieck                          |
| Stockerau               | A 22 / S 3 | S 5            | Autobahndreieck                          |
| Traismauer              | S 33       | B 37           | Autobahndreieck                          |
| Villach                 | A 2        | A 10 / A 11    | Autobahnkreuz                            |
| Voralpenkreuz           | A 1        | A 8 / A 9      | Autobahnkreuz                            |
| Vösendorf               | A 2        | A 21 / S 1     | Autobahnkreuz                            |
| Wels                    | A 8        | A 25           | Autobahndreieck                          |
| Wien-Floridsdorf        | A 22       | A 22 Zubringer | Autobahnkreuz                            |
| Wien-Inzersdorf         | A 2        | A 23           | Autobahndreieck                          |
| Wien-Kaisermühlen       | A 22       | A 23           | Autobahnkreuz                            |
| Wien-Prater             | A 4        | A 23           | Autobahnkreuz                            |
| Wien-Süßenbrunn         | S 1        | S 2            | Autobahndreieck                          |
| Wiener Neustadt         | A 2        | S 4            | Autobahndreieck                          |

|        |            |
| in Bau | in Planung |

## Autobahnmeistereien
Die Autobahnen und Schnellstraßen werden durch 44 Autobahnmeistereien erhalten, welche von der Asfinag betrieben werden. Eine Ausnahme bildet die Autobahnmeisterei Eibesbrunn, welche von der privaten Betreibergesellschaft Bonaventura betrieben wird.
| Autobahnmeisterei    | Zuständigkeit |
| -------------------- | --- |
| Alland               | A 21 Kn. Steinhäusl – ASt Brunn am Gebirge |
| Ansfelden            | A 1 Landesgrenze NÖ/OÖ – BU Voralpenkreuz A 7 Kn. Linz – ASt Unterweitersdorf A 25 Kn. Haid – BU Simmerbauer |
| Ardning              | A 9 BU Hinterburg – BU Treglwang |
| Bruck an der Leitha* | A 4 Landesgrenze W/NÖ – Staatsgrenze A/H Nickelsdorf A 6 Kn. Bruckneudorf – Staatsgrenze A/SK Kittsee S 1 Kn. Schwechat – Schwechat-Süd |
| Bruck an der Mur     | S 6 ASt Kindberg-Ost – ASt Leoben-West S 35 Kn. Bruck an der Mur – ASt Röthelstein |
| Eibesbrunn           | A 5 Kn. Eibesbrunn – ASt Schrick S 1 Kn. Korneuburg – ASt Angerner Straße S 2 ASt Angerner Straße – ASt Hermann-Gebauer-Straße |
| Eisenstadt           | A 3 Landesgrenze NÖ/Bgld. – Siegendorf S 4 Kn. Mattersburg – ASt Wr. Neustadt-Ost S 31 ASt Eisenstadt-Ost – Kn. Mattersburg |
| Flachau              | A 10 BU Talübergang Larzenbach – BU Tauerntunnel Nord |
| Golling              | A 10 ASt Salzburg-Süd – BU Talübergang Larzenbach inkl. Zubringer Kn. Pongau – ASt Bischofshofen |
| Graz/Raaba           | A 2 ASt Gleisdorf-West – ASt Mooskirchen inkl. Zubringer Kn. Graz-Ost – Graz-Liebenau Sternäckerweg A 9 BU Plabutschtunnel Nord – BU Schwarzl                                                                                                 |
| Guggenbach           | A 9 ASt Traboch – BU Plabutschtunnel Nord S 35 ASt Röthelstein – Kn. Peggau-Deutschfeistritz |
| Haag                 | A 1 Landesgrenze NÖ/OÖ – ASt Amstetten-West |
| Hohenems             | A 14 Staatsgrenze A/D Hörbranz – ASt Bludenz-Montafon inkl. Zubringer Kn. Bregenz – ASt Bregenz |
| Ilz                  | A 2 Landesgrenze Bgld./Stmk. – ASt Gleisdorf-West |
| Imst                 | A 12 ASt Zirl-Ost – ASt Zams inkl. Zubringer Kn. Oberinntal – ASt Fließ |
| Inzersdorf           | A 2 Kn. Inzersdorf – ASt Mödling A 21 Kn. Vösendorf – ASt Brunn am Gebirge A 23 ASt Altmannsdorf – Kn. Prater S 1 Kn. Vösendorf – ASt Schwechat-Süd inkl. Zubringer Kn. Rustenfeld – ASt Leopoldsdorf                                         |
| Jettsdorf            | S 5 ASt Tulln – ASt Krems-Mitte S 33 Kn Jettsdorf – Traismauer-Nord |
| Kaisermühlen         | A 4 ASt Stadionbrücke – Landesgrenze W/NÖ A 22 Kn. Kaisermühlen – BU Langenzersdorf inkl. Zubringer ASt Nordbrücke – Brünner Straße/Shuttleworthstraße A 23 Kn. Prater – ASt Hirschstetten S 2 ASt Hirschstetten – ASt Hermann-Gebauer-Straße |
| Kalwang              | A 9 ASt Treglwang – ASt Traboch |
| Klagenfurt           | A 2 ASt Völkermarkt-Ost – ASt Pörtschach-West S 37 ASt Klagenfurt-Nord – ASt St. Veit-Nord |
| Knittelfeld          | S 6 ASt Leoben-West – Kn. St. Michael S 36 Kn. St. Michael – Judenburg-West |
| Lebring              | A 9 BU Schwarzl – Staatsgrenze A/SLO |
| Lieserhofen          | A 10 BU Radl – BU Raststation Feistritz/Drau inkl. Zubringer ASt Lieserhofen – ASt Lendorf |
| Markt Allhau         | A 2 ASt Schäffern – Landesgrenze Bgld./Stmk. |
| Mürzzuschlag         | S 6 ASt Gloggnitz – ASt Kindberg-Ost |
| Neutal               | S 31 Kn. Mattersburg – ASt Oberpullendorf-Süd |
| Oeynhausen           | A 2 ASt Mödling – ASt Wr. Neustadt-West A 3 Kn. Guntramsdorf – Landesgrenze NÖ/Bgld. S 4 Kn. Wr. Neustadt – ASt Wr. Neustadt-Ost |
| Parndorf*            | A 4 ASt Bruck/Leitha-Ost – Staatsgrenze A/H Nickelsdorf A 6 Kn. Bruckneudorf – Staatsgrenze A/SK Kittsee |
| Plon                 | A 12 ASt Zirl-Ost – ASt Hall in Tirol-West A 13 Kn. Innsbruck – Staatsgrenze A/I Brennerpass |
| Pressbaum            | A 1 ASt Auhof – HASt St. Christophen |
| Ried                 | A 8 BU Thalham – Staatsgrenze A/D Suben inkl. Zubringer Kn. Ried – ASt Walchshausen |
| Salzburg-Liefering   | A 1 BU Mondsee – Staatsgrenze A/D Walserberg A 10 Kn. Salzburg – ASt Salzburg-Süd/Anif |
| St. Jakob            | S 16 ASt Bludenz-Montafon – ASt Zams |
| St. Michael/Lungau   | A 10 BU Tauerntunnel Nord – BU Radl |
| St. Pölten           | A 1 HASt St. Christophen – ASt Melk S 33 Kn. St. Pölten – ASt Traismauer-Nord |
| Schwechat*           | A 4 Landesgrenze W/NÖ – ASt Bruck/Leitha-Ost S 1 Kn. Schwechat – Schwechat-Süd |
| Seewalchen           | A 1 BU Voralpenkreuz – BU Mondsee |
| Stockerau            | A 22 BU Langenzersdorf – Kn. Stockerau S 3 Kn. Stockerau – Hollabrunn-Süd S 5 Kn. Stockerau – ASt Tulln |
| Unterwald            | A 2 ASt Mooskirchen – BU Kalcherkogeltunnel West |
| Villach/Zauchen      | A 2 ASt Pörtschach-West – Staatsgrenze A/I Arnoldstein A 10 BU Raststation Feistritz/Drau – Kn. Villach A 11 Kn. Villach – Staatsgrenze A/SLO Karawankentunnel                                                                                |
| Vomp                 | A 12 ASt Hall in Tirol-West – Staatsgrenze A/D Kiefersfelden |
| Warth                | A 2 ASt Wr. Neustadt-West – ASt Schäffern S 6 ASt Seebenstein – ASt Gloggnitz |
| Wels                 | A 8 BU Thalham – Kn. Voralpenkreuz A 9 Kn. Voralpenkreuz – BU Hinterburg A 25 Kn. Wels – BU Simmerbauer |
| Wolfsberg            | A 2 BU Kalcherkogeltunnel West – ASt Völkermarkt-Ost |
| Ybbs                 | A 1 ASt Amstetten-West – ASt Melk |

| * | wird aufgelassen, | in Bau; | Schwechat und Parndorf werden in Bruck an der Leitha zusammengefasst |

Legende
- ASt – Anschlussstelle
- HASt – Halbanschlussstelle
- BU – Betriebsumkehr
- Kn. – Knoten

## Verkehrsaufkommen

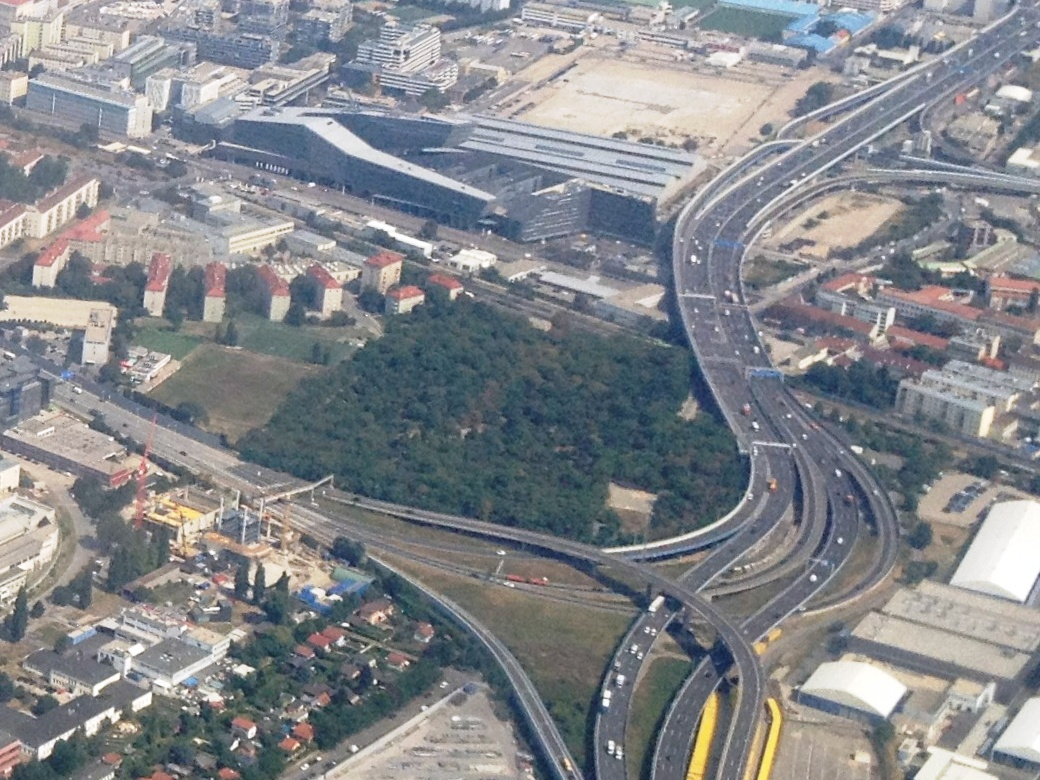
Der am meisten befahrene Straßenabschnitt Österreichs auf der A 23 beim Sankt Marxer Friedhof

Die meistbefahrenen Autobahnen- und Schnellstraßenabschnitte Österreichs waren im Jahr 2018:
| Rang | Straße | Messstelle             | bei km | Fahrzeuge / Tag (*) |
| ---- | ------ | ---------------------- | ------ | ------------------- |
| 1    | A 23   | St. Marx               | 009,1  | 186.188             |
| 2    | A 23   | Donauinsel A23         | 012,9  | 183.904             |
| 3    | A 23   | Baumgasse A23          | 010,1  | 173.738             |
| 4    | A 2    | Biedermannsdorf        | 008,0  | 165.791             |
| 5    | A 2    | Schönbrunner Allee A2  | 003,2  | 159.090             |
| 6    | A 2    | ASt IZ NÖ Süd          | 011,7  | 148.954             |
| 7    | A 23   | Absbergtunnel          | 007,0  | 142.898             |
| 8    | A 23   | Hanssonkurve           | 004,9  | 126.907             |
| 9    | A 22   | Brigittenauer Brücke   | 004,1  | 110.963             |
| 10   | A 1    | Haid                   | 172,7  | 110.235             |
|      |        |                        |        |                     |
| 14   | A 4    | Mannswörth             | 011,6  | 101.266             |
| 18   | A 7    | Bindermichl            | 004,7  | 093.004             |
| 23   | A 12   | Tunnel Amras           | 074,2  | 083.404             |
| 25   | S 1    | Laxenburger Straße     | 002,4  | 080.963             |
| 41   | A 10   | Anif                   | 004,9  | 070.825             |
| 54   | A 9    | ASt Schachenwald-IBC   | 191,1  | 065.851             |
| 63   | A 14   | Wolfurt-Lauterach      | 011,1  | 063.619             |
| 79   | A 8    | Krenglbach             | 017,7  | 057.524             |
| 81   | A 21   | Gschaid                | 001,4  | 055.826             |
| 90   | A 13   | Gärberbach             | 005,3  | 051.245             |
| 102  | S 2    | Hermann Gebauer Straße | 004,6  | 047.679             |
| 128  | A 3    | Ebreichsdorf           | 009,1  | 039.941             |
| 132  | A 5    | Eibesbrunn             | 002,0  | 038.846             |
| 146  | S 5    | Zaina                  | 005,5  | 034.936             |
| 157  | S 33   | Pottenbrunn            | 008,5  | 032.867             |
| 173  | S 6    | Natschbach             | 003,1  | 029.093             |
| 186  | S 31   | Wulkaprodersdorf       | 044,0  | 025.555             |
| 188  | S 4    | Wr. Neustadt Süd       | 016,4  | 025.101             |
| 195  | S 35   | Ungersdorf             | 027,3  | 024.121             |
| 204  | A 6    | Potzneusiedl           | 004,1  | 022.230             |
| 206  | S 36   | Zmöllach               | 001,9  | 022.067             |
| 226  | A 11   | St. Ulrich             | 001,4  | 016.495             |
| 227  | S 16   | Grins                  | 006,5  | 016.113             |
| 229  | S 3    | Göllersdorf            | 013,9  | 015.230             |

## Section Control

Das Hinweisschild am Anfang einer Abschnittskontrollstrecke

Section Control ist ein System zur Ermittlung der Fahrzeuggeschwindigkeit innerhalb einer Strecke. Auf folgenden Autobahnabschnitten wird die Einhaltung der Geschwindigkeit mittels fix installierter Section Control überwacht:
| Land             | Straße                     | Bezeichnung               | Abschnitt        | Fahrt- richtung | Verordnung            | Anmerkung                             |
| ---------------- | -------------------------- | ------------------------- | ---------------- | --------------- | --------------------- | ------------------------------------- |
| Niederösterreich | A 2 Süd Autobahn           | Wechselabschnitt 2015     | km 73,0 – 67,0   | Wien            | BGBl. II Nr. 307/2015 |                                       |
| Kärnten          | A 2 Süd Autobahn           | Ehrentalerbergtunnel 2013 | km 317,1 – 320,6 | beide           | BGBl. II Nr. 339/2013 |                                       |
| Oberösterreich   | A 7 Mühlkreis Autobahn     | Hummelhof 2014            | km 4,5 – 7,0     | beide           | BGBl. II Nr. 287/2014 | inklusive Rampen der Anschlussstellen |
| Steiermark       | A 9 Pyhrn Autobahn         | Plabutschtunnel           | km 174,6 – 184,9 | beide           | BGBl. II Nr. 321/2011 |                                       |
| Wien             | A 22 Donauufer Autobahn    | Kaisermühlentunnel        | km 1,4 – 3,7     | beide           | BGBl. II Nr. 168/2007 |                                       |
| Tirol/Vorarlberg | S 16 Arlberg Schnellstraße | Arlberg-Straßentunnel     |                  | beide           |                       | seit 6. Dezember 2018                 |

Weitere 10 mobile Anlagen, z. B. zur Verwendung im Bereich von Autobahnbaustellen, stehen zur Verfügung.